# Prezydenci Południowo-zachodniej Somalii

## Lista prezydentów Południowo-zachodniej Somalii (autonomicznego regionu Somalii)
| Osoba | Osoba   | Osoba                              | Kadencja       | Kadencja       | Partia polityczna |
| #     | Portret | Imię i Nazwisko                    | Od             | Do             | Partia polityczna |
| ----- | ------- | ---------------------------------- | -------------- | -------------- | ----------------- |
| 1     |         | Madobe Nunow Mohamed (1949?–)      | 3 marca 2014   | 3 grudnia 2014 | bezpartyjny       |
| 2     |         | Sharif Hassan Sheikh Aden (1946?-) | 3 grudnia 2014 | nadal          | bezpartyjny       |